# Richard L. Murphy
Richard L. Murphy (Dubuque, 1875. november 6. – Chippewa Falls, 1936. július 16.) az Amerikai Egyesült Államok szenátora (Iowa, 1933–1936).